# Precorrina-2 C20-metiltransferasi
La precorrina-2 C20-metiltransferasi è un enzima appartenente alla classe delle transferasi, che catalizza la seguente reazione:
S-adenosil-L-metionina + precorrina-2 ⇄ S-adenosil-L-omocisteina + precorrina-3A